# Niño Ricardo

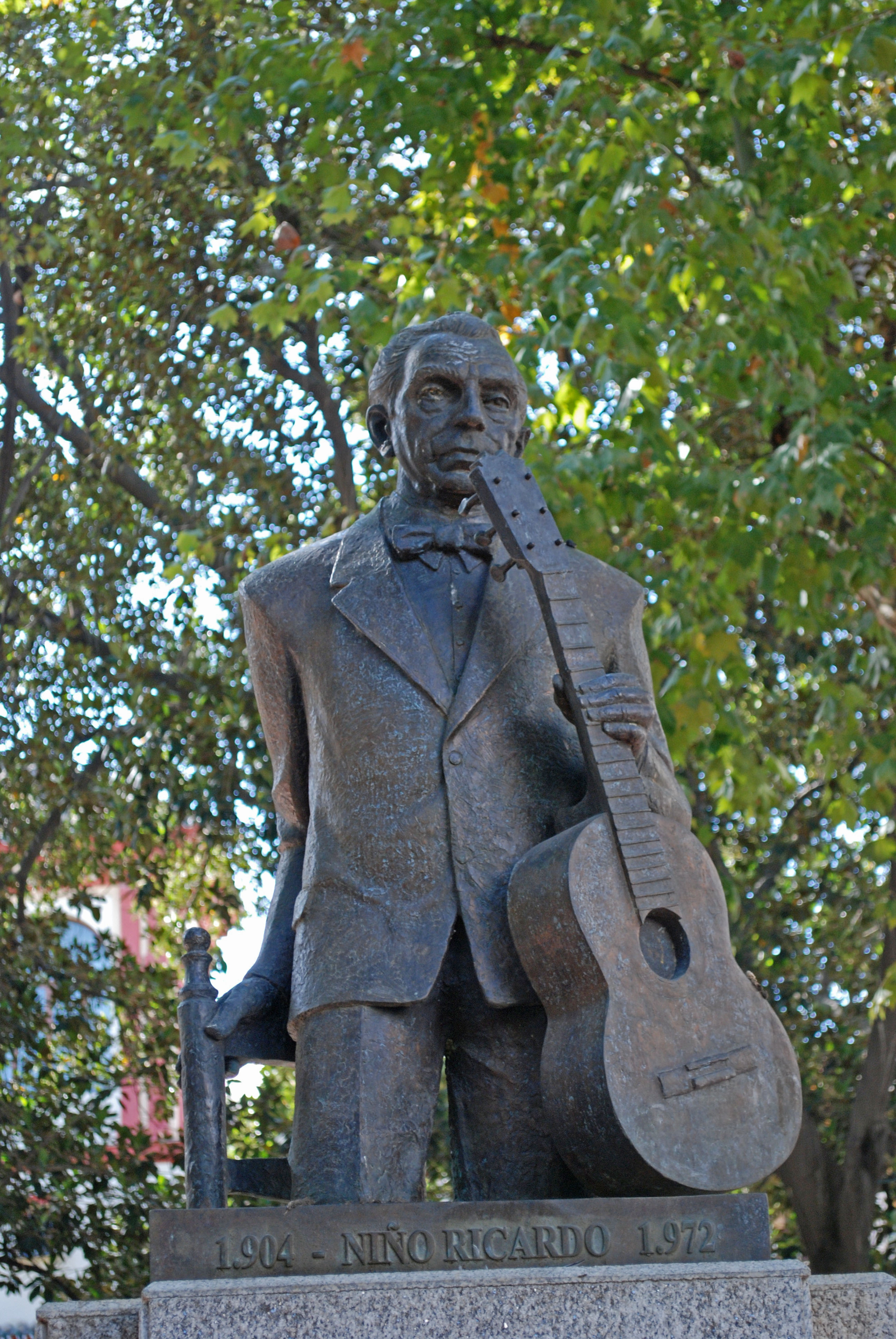
Statue in Sevilla

Niño Ricardo (eigentlich Manuel Serrapí Sánchez; * 11. Juli 1904 in Sevilla; † 14. April 1972 ebenda) war ein spanischer Flamencogitarrist und Komponist.

## Biographie
Manuel Serrapí lernte früh von seinem Vater Ricardo Serrapí Torres das Gitarrenspiel.
Sein Auftreten begann in den Cafés Sevillas, wo er im Salon Variedades erstmals professionell spielte. Er wurde stark von der Technik und dem Spiel Ramón Montoyas, von Javier Molina und Manolo de Huelva beeinflusst. Er selbst hat eine ganze Generation von Gitarristen (zum Beispiel Mario Escudero und Paco Peña) durch sein Spiel beeinflusst und wurde auch von Paco de Lucía als Quelle der Inspiration genannt.

## Zusammenarbeit
Er arbeitete mit den besten Flamenco-Musikern seiner Zeit zusammen, wie La Niña de los Peines (Pastora) und deren Bruder Tomás Pavón, Pepe Pinto, Antonio Chacón, El Niño de Marchena, El Chocolate, Antonio Mairena, Manuel Torre und dem großen Sabicas, mit dem er  1949 auf Tour ging.

## Sonstiges
Die Straße in Sichtweite der Plaza de San Pedro in Sevilla, wo er jahrzehntelange lebte, wurde in Calle Niño Ricardo umbenannt, Haus Nummer 5 ist das Casa del Maestro, in dem jetzt ein Hotel im andalusischen Stil untergebracht ist. Im Quartier Alameda de Hércules  ist ihm außerdem eine Statue gewidmet. Begraben ist er auf dem Friedhof San Fernando neben anderen Persönlichkeiten wie dem Flamenco-Sänger Antonio Núñez Montoya alias El Chocolate.

## Diskografie
- Chocolate con Niño Ricardo (2006)
- Niño Ricardo: Toques Flamencos de Guitarra (2002)
- Flamenco Histórico Vol 9 (mit La Niña de los Peines und El Niño de Marchena)
- Flamenco Histórico Vol 8 (mit La Niña de los Peines)
- Niño Ricardo: Recital de Guitarra Flamenca
- Niño Ricardo (1990)

| Personendaten    | Personendaten                                |
| ---------------- | -------------------------------------------- |
| NAME             | Ricardo, Niño                                |
| ALTERNATIVNAMEN  | Manuel Serrapí Sánchez                       |
| KURZBESCHREIBUNG | spanischer Flamenco-Gitarrist und -Komponist |
| GEBURTSDATUM     | 11. Juli 1904                                |
| GEBURTSORT       | Sevilla, Spanien                             |
| STERBEDATUM      | 14. April 1972                               |
| STERBEORT        | Sevilla                                      |